# João (pai de Artabanes)
João (em grego: Ἱωάννης; romaniz.: Io̱ánni̱s; em armênio/arménio: Հովհաննես; romaniz.: Hovhannes; m. 539) foi um nobre bizantino de origem armênia do século VI, que foi aparentado com a dinastia arsácida da Armênia. Era pai dos oficiais Artabanes e João e sogro de Vasaces. Em 539, no contexto da revolta armênia, tentou negociar em nome dos rebeldes com Buzes, um antigo amigo íntimo seu e um dos oficiais enviados para sufocar a revolta, mas foi morto por ele.